# Mexikansk litteratur
Mexikansk litteratur är litteratur från Mexiko. Den mexikanska litteraturen är med författare som Carlos Fuentes, Juan Rulfo och nobelpristagaren Octavio Paz internationellt välkänd och har en stark litterär tradition.
Före den spanska kolonisationen förekom nästan enbart muntliga berättelser av mytologisk art. Detta förändrades dock när kolonisatörer kom till Mexiko och började skildra sina upplevelser av det nya landet. Några av de första böckerna om Mexiko skrevs av antropologerna Álvar Nuñez Cabeza de Vaca och Bernal Díaz del Castillo. Det spanska inflytandet var länge starkt och det växte fram en hybrid av kolonialt mexikanskt språk och spanska teman kallad "mestizaje". På 1600-talet framträdde särpräglade diktare som dramatikern Juan Ruiz de Alarcón och poeten Sor Juana Inez de la Cruz. Några andra inflyelserika författare under denna tid var Bernardo de Balbuena och Carlos de Sigüenza y Góngora.
Den moderna mexikanska litteraturen är starkt sammanbunden med den mexikanska revolutionen och dess efterverkningar. Det blev ett centralt ämne för författare som Mariano Azuela och i senare verk som Artemio Cruz död av Carlos Fuentes och Pedro Páramo av Juan Rulfo. 1900-talet anses vara den kanske främsta epoken i Mexikos litteratur. Författaren och litteraturkritikern Alfonso Reyes var en viktig och inflytelserik centralgestalt. Octavio Paz var den främste poeten och blev även känd för sin kulturkritiska analys av det typiskt mexikanska i Ensamhetens labyrint. 1990 blev han den förste – och hittills ende – mexikan som tilldelats Nobelpriset i litteratur.
Några andra framstående författare är Fernando del Paso, Elena Poniatowska, Homero Aridjis och poeten José Emilio Pacheco. Bland yngre författare märks bland andra Ignacio Padilla och Jorge Volpi som på 1990-talet lade fram ett uppmärksammat manifest där de bröt mot den tidigare latinamerikanska litterära traditionen.

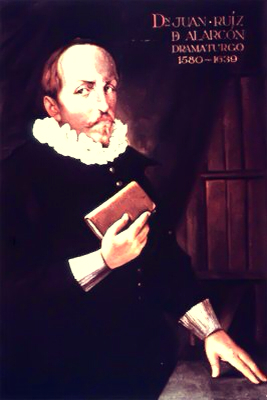
Juan Ruiz de Alarcón
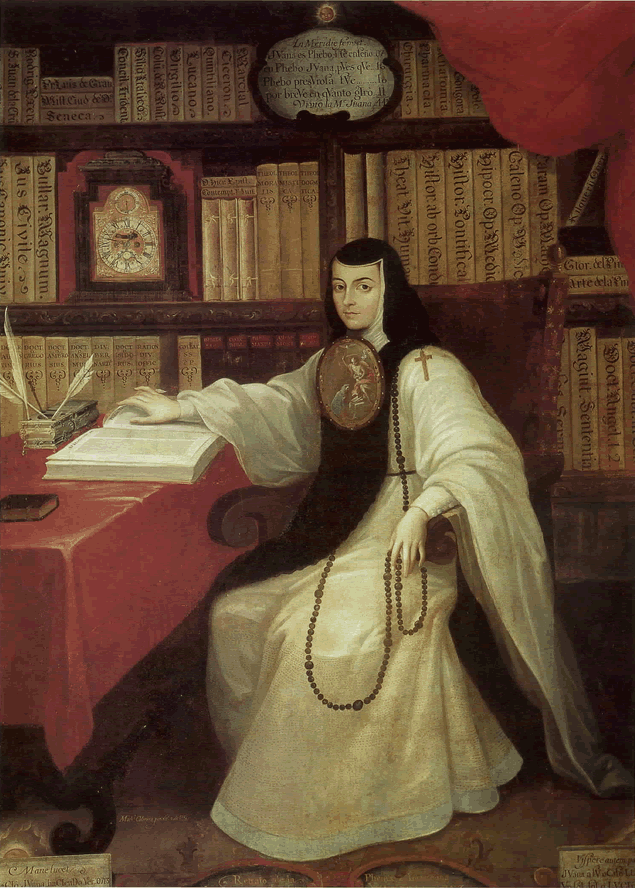
Juana Inés de la Cruz
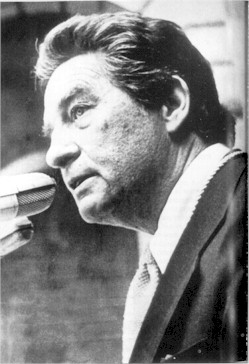
Octavio Paz
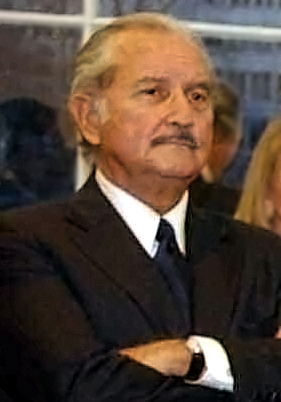
Carlos Fuentes

## Priser
- Nobelpriset i litteratur:
  - Octavio Paz 1990
- Cervantespriset:
  - Octavio Paz 1981
  - Carlos Fuentes 1987
  - Sergio Pitol 2005
  - José Emilio Pacheco 2009
  - Elena Poniatowska 2013